# 城关镇 (宜阳县)
城关镇，是中华人民共和国河南省洛陽市宜阳县下辖的一个乡镇级行政单位。

## 行政区划
城关镇下辖以下地区：
解放路社区、红旗路社区、西街社区、水么头社区、沈屯社区、白庙社区、黄河厂社区、豫西建设工程宜阳公司社区、宜洛煤矿社区和李沟井社区。